# Heinrich W. Ursprung
Heinrich W. Ursprung (* 28. September 1951 in Basel; † 17. August 2021 in Zürich) war ein Schweizer Ökonom und Hochschullehrer.

## Leben
Nach dem Studium der Volkswirtschaftslehre und Mathematik an der Universität Basel promovierte Ursprung dort 1981 bei Peter Bernholz. Forschungs- und Lehraufenthalte nach seiner Promotion führten ihn nach Stanford, an das Center for the Study of Public Choice, die Victoria University of Wellington und die University of California in Los Angeles. 1988 wurde er an die Universität Konstanz berufen und hatte dort bis zu seiner Emeritierung 2019 den Lehrstuhl «Volkswirtschaftslehre, insbesondere Politische Ökonomie» sowie ab 2011 das Amt des Studiendekans des Fachbereichs Wirtschaftswissenschaften inne. Er engagierte sich ausserdem beim Verein für Socialpolitik, bei der Deutschen Forschungsgemeinschaft und im Wissenschaftlichen Beirat des ifo-Instituts.
Ursprungs Forschungsschwerpunkte lagen auf dem Gebiet der Politischen Ökonomik und hier insbesondere der Public Choice, die er auf die Handels- und Umweltpolitik anwandte. Ausserdem forschte er zu Lobbying-Prozessen, Rent-seeking und zur Umverteilung in der Demokratie. Ursprung kollaborierte dabei oft mit dem israelischen Ökonomen Arye L. Hillman, den er während ihrer gemeinsam Zeit in Los Angeles kennengelernt hatte. 1994 gewannen Hillman und Ursprung den Max-Planck-Forschungspreis für Geisteswissenschaften. Gemeinsam übernahmen sie ausserdem für 20 Jahre die Herausgeberschaft des European Journal of Political Economy. 1989 begannen Ursprung und Hillman ausserdem einen akademischen Workshop für Politische Ökonomik, der seither jährlich in Silvaplana veranstaltet wird.
Ein weiteres Forschungsinteresse Ursprungs war die bibliometrische Evaluierung von Forschungsleistungen. Er publizierte unter anderem zu den Auswirkungen des Lebensalters und der Elternschaft auf die wissenschaftliche Produktivität und gab wichtige Impulse für die Ausgestaltung des Handelsblatt-Ökonomen-Rankings. Privat künstlerisch interessiert, forschte er ausserdem zur Frage, wie der Tod eines Künstlers die Preise für Kunstwerke beeinflusst, und zur Rendite der Anlage in seltene Bücher.
Ursprung ging 2019 in den Ruhestand, blieb aber der Universität Konstanz weiter verbunden. Er verstarb nach kurzer schwerer Krankheit kurz vor seinem 70. Geburtstag.

## Schriften (Auswahl)
- mit Philipp Harms: Do political and civil repression really boost foreign direct investments? In: Economic Inquiry. 40 (4), 2002, S. 651–663.
- mit Arye L. Hillman: Domestic politics, foreign interests, and international trade policy. In: American Economic Review. 78 (4), 1988, S. 729–745.
- mit Arye L. Hillman: Multinational firms, political competition, and international trade policy. In: International Economic Review. 34 (2), 1993, S. 347–363.
- mit Arye L. Hillman: The political economy of trade liberalization in the transition. In: European Economic Review. 40 (3–5), 1996, S. 783–794.
- mit Girol Karacaoglu: Exchange rate dynamics under gradual portfolio and commodity-price adjustment. In: European Economic Review. 33 (6), 1989, S. 1205–1226.
- mit Gabriela Schütz, Ludger Wößmann: Education policy and equality of opportunity. In: Kyklos. 61 (2), 2008, S. 279–308.
- mit Jan-Egbert Sturm: The Handelsblatt ranking 2.0: Research rankings for the economics profession in Austria, Germany, and Switzerland. In: German Economic Review. 18 (4), 2017, S. 492–515.